# Martin Couney
Martin Arthur Couney (ur. w 1869 lub 1870, zm. 1950) – amerykański lekarz pochodzenia niemiecko-żydowskiego. Pionier zastosowania inkubatorów w opiece nad wcześniakami. Nazywano go „Doktor Inkubator”.

## Życiorys
Urodził się w żydowskiej rodzinie jako Michael Cohn. Niepewne jest miejsce urodzenia Cohna – spotyka się Krotoszyn, Wrocław lub Alzację. Studia medyczne najprawdopodobniej ukończył w Lipsku, chociaż jako miejsce studiów był także wskazywany Wrocław lub oba te miasta i Berlin. Przed 1890 osiadł w Paryżu, gdzie zajmował się badaniami nad zgonami wcześniaków u Pierre′a Budina, twórcy nowoczesnej medycyny okołoporodowej. W czasie pobytu we Francji zmienił nazwisko na Martin Couney. To właśnie Budin poprosił Couneya o doglądanie prezentacji inkubatorów na berlińskiej Wystawie Światowej w 1896. Couney wziął na wystawę szóstkę wcześniaków z berlińskiego szpitala Charité i umieścił w inkubatorach. Ekspozycja okazała się wielkim sukcesem, a Couney, który miał jedynie nadzieję na pokrycie kosztów, odkrył, że wystawy tego typu mogą być dochodowe. Latem 1898 udał się na Trans-Mississippi Exposition w Omaha, gdzie prezentował inkubatory z przebywającymi w nich dziećmi. Trzy lata później wystawiał się w Buffalo w stanie Nowy Jork na Pan-American Exposition. W 1903 osiadł w USA i założył stałą wystawę na Coney Island w Nowym Jorku, gdzie przez 40 lat prowadził pomiędzy jarmarcznymi budkami mały oddział szpitalny, którego pracę widzowie mogli oglądać przez szybę, słuchając wyjaśnień lektora.
Couney był pierwszym lekarzem, który oferował specjalistyczną opiekę wcześniakom w USA i z ok. 8000 powierzonych dzieci zdołał uratować 6500. Dzieciom w inkubatorach zapewniano najlepsze wówczas dostępne warunki techniczne i opiekę wykwalifikowanego personelu pielęgniarskiego. Wśród dzieci korzystających z inkubatorów na wystawie trzy miesiące spędziła w 1907 córka Couneya, Hildegarde. Couney propagował karmienie piersią, zachęcał także pielęgniarki do brania noworodków na ręce, wierząc w to, że ten kontakt będzie stymulujący dla dzieci.
Pierwszy oddział szpitalny w USA oferujący opiekę nad wcześniakami powstał dopiero w 1939 w Nowym Jorku.
Od 1903 był żonaty z jedną ze swoich pielęgniarek, Annabelle Segner (zm. 1936).